# Stekelnoot
Stekelnoot (Xanthium) is een geslacht uit de composietenfamilie (Asteraceae).

## Soorten in Nederland
In de onderstaande lijst staan de soorten uit het geslacht die in Nederland in het wild/aangevoerd voorkomen.
- Xanthium albinum
- Xanthium italicum
- Xanthium pungens
- Xanthium saccharatum
- Xanthium strumarium (late stekelnoot)
- Xanthium spinosum (stekende stekelnoot)
- Xanthium orientale s.s.